# Arboldswil
Arboldswil es una comuna suiza situada en el distrito de Waldenburgo, en el cantón de Basilea-Campiña. Tiene una población estimada, a fines de 2021, de 581 habitantes.